# 29 messidor
29 prairial 29 thermidor
Le nonidi 29 messidor, officiellement dénommé jour du blé, est le 299e jour de l'année du calendrier républicain.
C'était généralement le 17e jour du mois de juillet dans le calendrier grégorien.